# جون ستيوارت ماكديارميد
جون ستيوارت ماكديارميد هو سياسي كندي، ولد في 25 ديسمبر 1882 في بيرثشاير في المملكة المتحدة، وتوفي في 7 يونيو 1965 في وينيبيغ في كندا. نشط حزبياً في الحزب الليبرالي الكندي. وقد انتخب Lieutenant Governor of Manitoba ‏ (1953 – 1960) وانتخب عضو المجلس التنفيذي لمانيتوبا ‏ وانتخب عضو مجلس العموم الكندي.